# Palatul Cavalli
Palatul Cavalli sau Palatul Corner Martinengo este o clădire din Veneția, situată în sestiere San Marco și cu fațada înspre Canal Grande.

## Istoric
Construit în secolul al XVI-lea și renovat de-a lungul secolelor, Palatul Cavalli este cunoscut pentru găzduirea, în secolul al XIX-lea, al scriitorului James Fenimore Cooper.
Transformat inițial în hotel, el este sediul actual al Istituzione Centro Maree.

## Arhitectură
Fațada, în stil gotic din secolul al XIV-lea, conține trei nivele.
Parterul are doua portaluri pe o fundație mică, ce dă înspre canal.
Cele două etaje principale, proeminente de la parter sunt decorate cu două ferestre cuadrifore cu arcade rotunde și balustrade, flancate de câte trei deschideri monofore având parapete.
O mansardă mică cu terasă, care datează dintr-o perioadă mai recentă, este situată în partea centrală a acoperișului clădirii, deasupra unei cornișe dințate care trece prin pod.
Pe partea dinspre stradă, clădirea păstrează un liagò vechi de lemn, o loggie clasică terasată, tipică arhitecturii aristocratice venețiene, din care mai supraviețuiesc doar câteva exemple.
Toate fiind in Stilul Gotic

## Bibliografia
- Brusegan, Marcello (2007). I Palazzi di Venezia. Roma: Newton & Compton. p. 56. ISBN 978-88-541-0820-2. Parametru necunoscut |cid= ignorat (ajutor)